# 市谷八幡町
市谷八幡町（日语：／ Ichigaya-hachimanchō */?）是東京都新宿區的町名。未實施住居表示。2013年8月1日為止的人口有110人。郵遞區號為162-0844。

## 地理
位居新宿區東部。東鄰新宿區市谷左內町、同區市谷田町一丁目，北至西接同區市谷本村町，南與千代田區五番町之間以外堀通、外濠為界。本地面向外堀通，地勢陡峭。
市谷八幡町是靖國通到市谷站前與外堀通的交會處。外堀通沿線高樓林立。遠離幹道的地區是一般住宅區。

## 歷史
原為市谷龜岡八幡與洞雲寺的門前。1663年（寛文3年）成立市谷八幡町。1871年（明治4年）與市谷八幡社地及門前、龍谷山洞雲寺及門前、市谷田町４丁目一部分合併至今。

### 地名的由來
地名來自於當地的市谷龜岡八幡宮。

## 設施
- 市谷龜岡八幡宮
- 駿台預備校市谷校舍
- 洞雲寺
- 夏普東京市谷大樓

## 備註
1. ↑  『角川日本地名大辞典 13　東京都』、角川書店、1991年再版、P872
2. ↑  .   [2013-08-09]. （原始内容存档于2014-08-19）.

## 外部連結
- 新宿區役所 （页面存档备份，存于）